# Carex dasycarpa
Carex dasycarpa är en halvgräsart som beskrevs av Henry Ernest Muhlenberg. Carex dasycarpa ingår i släktet starrar, och familjen halvgräs. Inga underarter finns listade i Catalogue of Life.